# Kuapan
Kuapan is een bestuurslaag in het regentschap Kampar van de provincie Riau, Indonesië. Kuapan telt 3184 inwoners (volkstelling 2010).